# Accademia delle scienze utili
La Accademia delle scienze utili (tedesco: Akademie gemeinnütziger Wissenschaften) di Erfurt è un'accademia fondata nel 1754.

## Storia
L'Accademia fu fondata il 19 luglio 1754 dal principe vescovo di Magonza, Johann Friedrich von Ostein (1743-1763), al cui stato apparteneva Erfurt, con il nome di  Churfürstlich-Mayntzische Gesellschaft o Academie nützlicher Wissenschaften o  Academia Electoralis Moguntina Scientiarum (Società od Accademia delle scienze utili dell'Elettorato di Magonza) come accademia ufficiale dell'Elettorato di Magonza.
L'Accademia fiorì nell'età dell'Illuminismo sotto la protezione del principe vescovo barone Karl Theodor von Dalberg.
In seguito alle vicende politiche l'Accademia cambiò più volte nome.
Nel periodo napoleonico si chiamò semplicemente  Academie nützlicher Wissenschaften oppure  Akademie der Wissenschaften ovvero  Académie des sciences (accademia delle scienze). In seguito al Congresso di Vienna Erfurt entrò a far parte del Regno di Prussia e perciò l'Accademia fu ribattezzata Königlich Preußische Academie nützlicher Wissenschaften zu Erfurt ("Regia accademia prussiana delle scienze utili di Erfurt"). Alla caduta della monarchia dopo la prima guerra mondiale prese il nome attuale di Akademie gemeinnütziger Wissenschaften zu Erfurt.

## Soci illustri
- Jöns Jakob Berzelius (1779–1848)
- Otto von Bismarck (1815–1898)
- Gebhard Leberecht von Blücher (1742–1819)
- Ernst Chladni (1756-1827)
- Wilhelm Dörpfeld (1853–1940)
- Rudolf Eucken (1846–1926)
- Paul Johann Anselm von Feuerbach (1775–1833)
- Joseph Louis Gay-Lussac (1778–1850)
- August Wilhelm Antonius Neithart von Gneisenau (1760–1831)
- Johann Wolfgang von Goethe (1749–1832)
- Johann Christoph Gottsched (1700–1766)
- Jacob Grimm (1785–1863)
- Karl August von Hardenberg (1750−1822)
- Friedrich Wilhelm Herschel (1738–1822)
- Christian Gottlob Heyne (1729–1812)
- Christoph Wilhelm Hufeland (1762–1836)
- Alexander von Humboldt (1769–1859)
- Wilhelm von Humboldt (1767–1835)
- Werner Jaeger (1888–1961)
- Heinrich Wilhelm Olbers (1758–1840)
- Jacques Quételet (1796–1874)
- Carl Christian Rafn (1795–1864)
- Carl Robert (1850–1922)
- Friedrich Schiller (1759–1805)
- Heinrich Friedrich Karl vom und zum Stein (1757–1831)
- Louis Jacques Thénard (1777–1857)
- Georg von Vega (1754–1802)
- Arthur Wellesley of Wellington (1769–1852)
- Christoph Martin Wieland (1733–1813)
- Ulrich von Wilamowitz-Moellendorff (1848–1931)